# 超级马里奥赛车
《超級瑪利歐賽車》（中国大陆又译作，香港又译作）是任天堂情报开发本部开发的竞速游戏，並于超级任天堂平台发行。这是瑪利歐賽車系列首作，于1992年8月在日本首发，同年9月在北美发行，翌年1月在欧洲发行。游戏全球销量876万，为第四畅销超级任天堂游戏。《超級瑪利歐賽車》于2009和2010年在Wii的Virtual Console再版；2013和2014年在Wii U Virtual Console再版。
《超級瑪利歐賽車》获得积极评价，在呈现、革新和Mode 7图形的应用上获得称赞。游戏入选《Edge》、IGN、《The Age》等组织评予的史上最佳游戏榜单，吉尼斯世界纪录亦称其为史上最佳游戏机游戏 。游戏常被称为卡丁车竞速子类游戏的缔造者，其他开发商亦企图复制它的成功。本作亦成为马里奥系列往非平台游戏扩展的关键，该系列的多样化亦称为史上最畅销的游戏系列。《超級瑪利歐賽車》在家用游戏机、掌上游戏机和街机上的续作皆获得媒体好评和商业成功。《超級瑪利歐賽車》中玩法的核心元素，也在系列後續作品中完整保留了下来。

## 玩法
《超級瑪利歐賽車》可供單人或多人遊玩，本作具有「大獎賽」、「計時賽」與「氣球對戰」可供遊玩。
在遊戲中，玩家共有來自瑪利歐系列中的八種角色可供選擇，玩家可選擇其中一位進行遊戲，於具有瑪利歐系列要素的賽道上奔馳，本作的賽道主題大多来自《超級瑪利歐世界》。大獎賽共有四種獎盃、每種含有5個賽道，總計有20種不同的賽道。氣球模式中則有4種對戰專用賽道。
遊戲與眾不同的引入了道具機制，玩家可以透過獲得的道具使用各種不同的能力，讓競賽更加具有變化性。

## 制作
《超級瑪利歐賽車》由宫本茂制作，杉山直和绀野秀树担任总监。
本作到的一点是，《超級瑪利歐賽車》使用了Mode 7圖形渲染技術，也曾技術先前也於《F-Zero》中使用

## 评价
《超級瑪利歐賽車》好评如潮。游戏获得商业上的成功。遊戲於全球銷售876萬套，成為銷售第四名的暢銷超級任天堂遊戲。其中於日本共賣出382萬套
自《超級瑪利歐賽車》发行之后，游戏多次被列为最佳游戏。IGN将其列为2005年最佳游戏第15位。